# Bolesław Kwiatkowski
Bolesław Jan Kwiatkowski (Varsovia, Gobierno General, 28 de julio de 1942 - Sídney, Australia, 13 de febrero de 2021) fue un baloncestista polaco. Consiguió la medalla de bronce en el Eurobasket 1967 de Finlandia con Polonia.